# Сен-Лоран-сюр-Мануар
Сен-Лора́н-сюр-Мануа́р (фр. Saint-Laurent-sur-Manoire) — коммуна во Франции, находится в регионе Аквитания. Департамент — Дордонь. Входит в состав кантона Иль-Мануар. Округ коммуны — Перигё.
Код INSEE коммуны — 24439.

## География

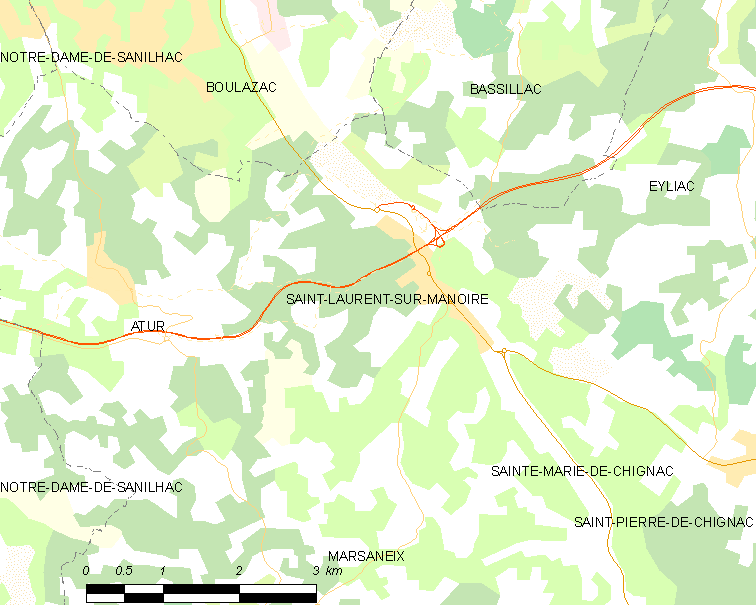
Карта коммуны

Коммуна расположена приблизительно в 430 км к югу от Парижа, в 115 км восточнее Бордо, в 8 км к юго-востоку от Перигё.
По территории коммуны протекает река Мануар.

### Климат
Климат умеренный океанический со средним уровнем осадков, которые выпадают преимущественно зимой. Лето здесь долгое и тёплое, однако также довольно влажное, здесь не бывает регулярных периодов летней засухи. Средняя температура января — 5 °C, июля — 18 °C. Изредка вследствие стечения неблагоприятных погодных условий может наблюдаться непродолжительная засуха или случаются поздние заморозки. Климат меняется очень часто, как в течение сезона, так и год от года.

## Население
Население коммуны на 2010 год составляло 913 человек.
| 1962 | 1968 | 1975 | 1982 | 1990 | 1999 | 2010 |
| ---- | ---- | ---- | ---- | ---- | ---- | ---- |
| 377  | 397  | 535  | 568  | 706  | 765  | 913  |

## Администрация
| Период | Период | Фамилия           | Партия                                                               | Примечания                       |
| ------ | ------ | ----------------- | -------------------------------------------------------------------- | -------------------------------- |
| 1947   | 2001   | Алексис Феликс    | Французская секция Рабочего интернационала → Социалистическая партия | генеральный советник (1964—1994) |
| 2001   | 2020   | Жан-Пьер Пассерьё | Социалистическая партия                                              | педагог                          |

## Экономика
В 2010 году среди 605 человек трудоспособного возраста (15-64 лет) 481 были экономически активными, 124 — неактивными (показатель активности — 79,5 %, в 1999 году было 75,8 %). Из 481 активных жителей работали 457 человек (235 мужчин и 222 женщины), безработных было 24 (15 мужчин и 9 женщин). Среди 124 неактивных 47 человек были учениками или студентами, 48 — пенсионерами, 29 были неактивными по другим причинам.

## Достопримечательности
- Церковь Св. Лаврентия (XII век). Исторический памятник с 1986 года[5]

## Фотогалерея

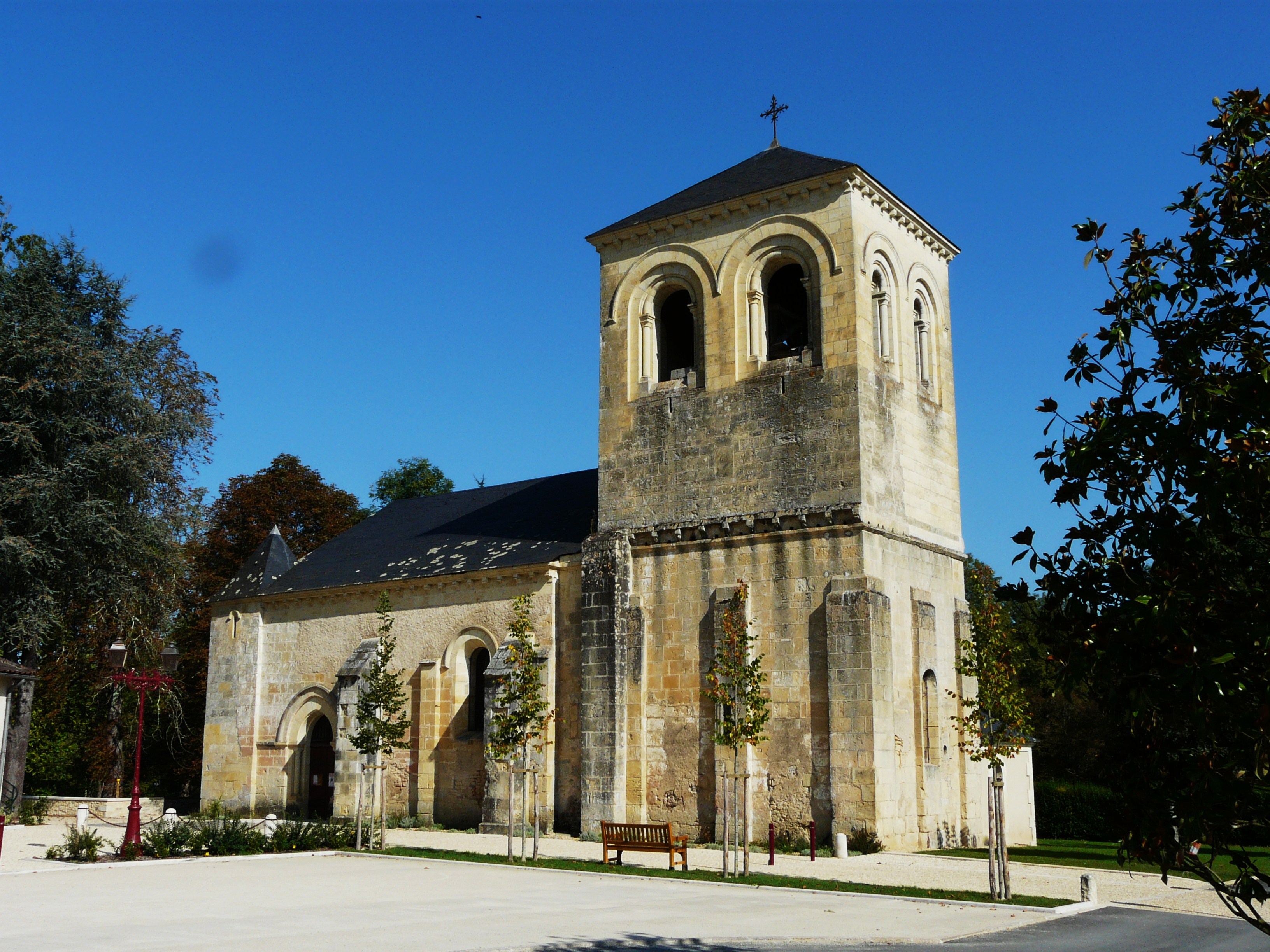
Церковь Св. Лаврентия
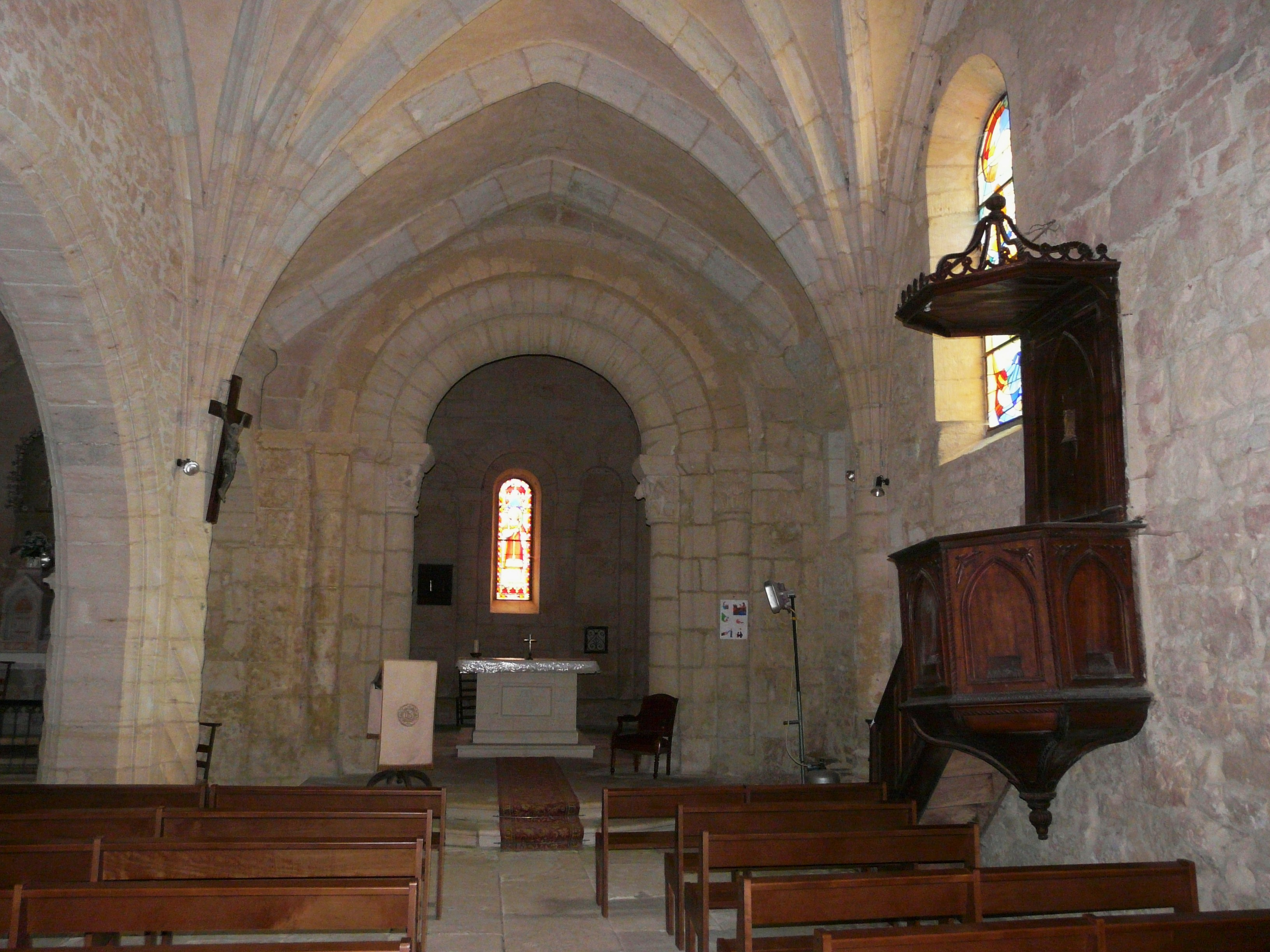
Интерьер церкви Св. Лаврентия
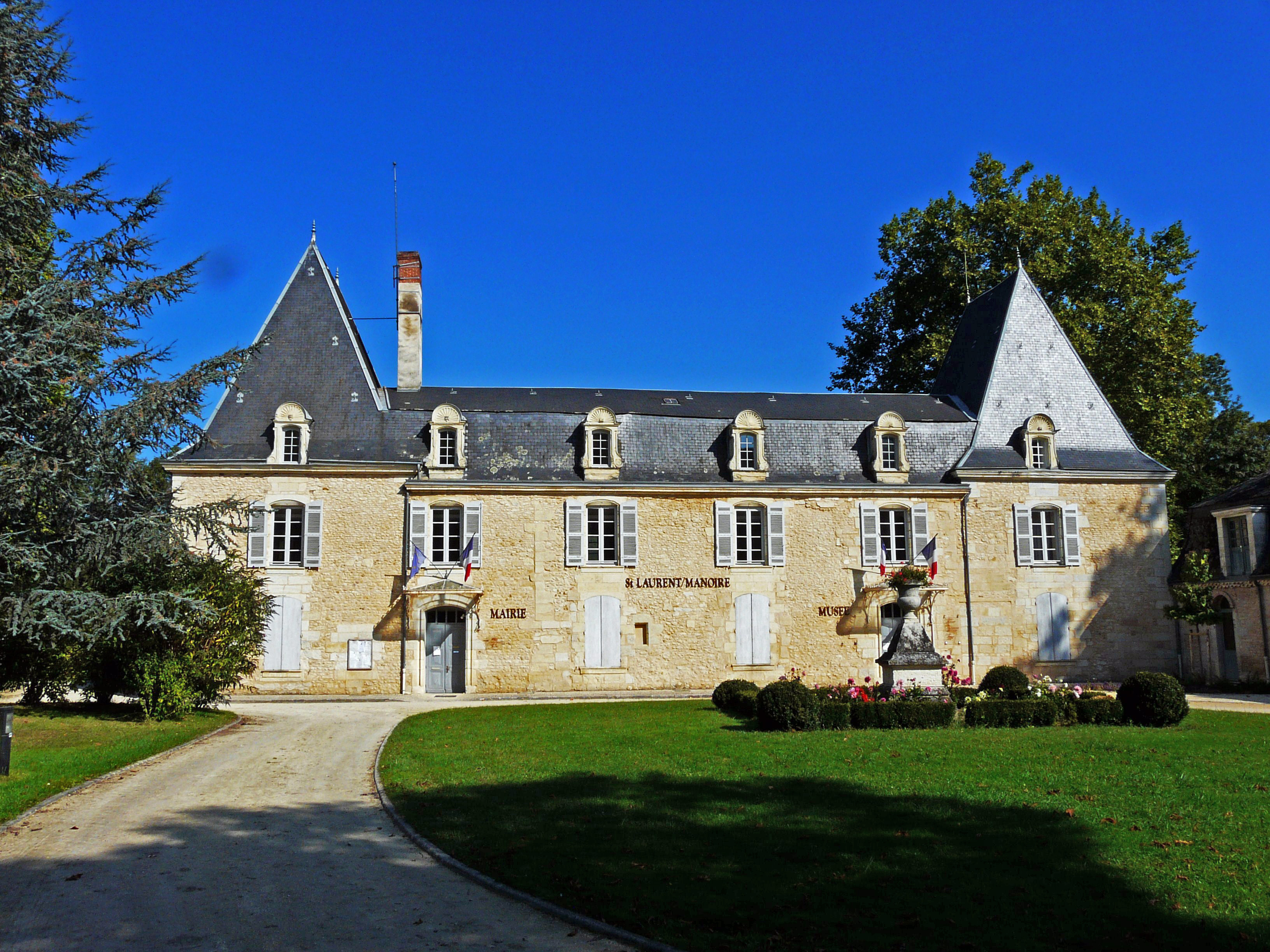
Мэрия
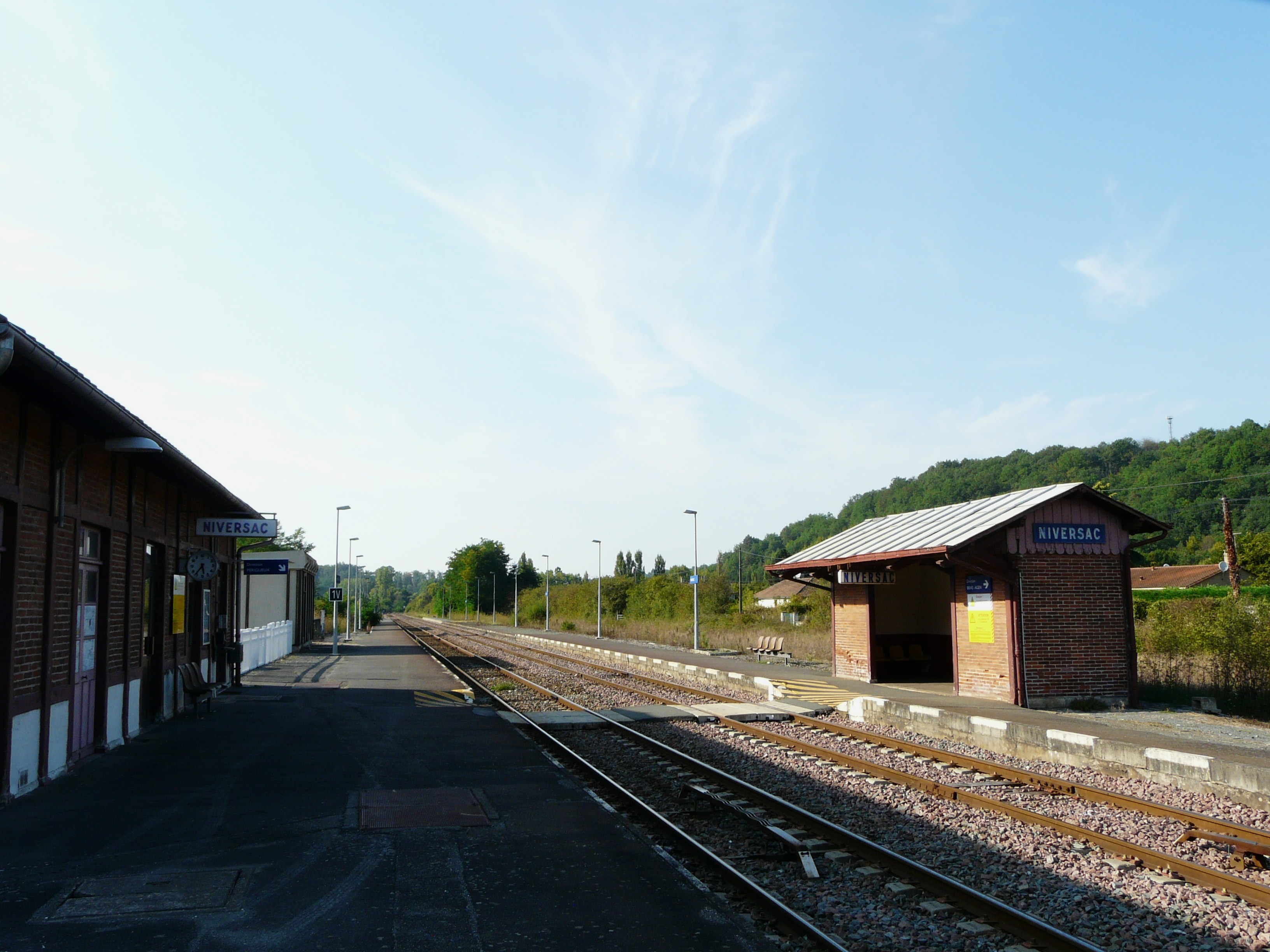
Вокзал Ниверсак
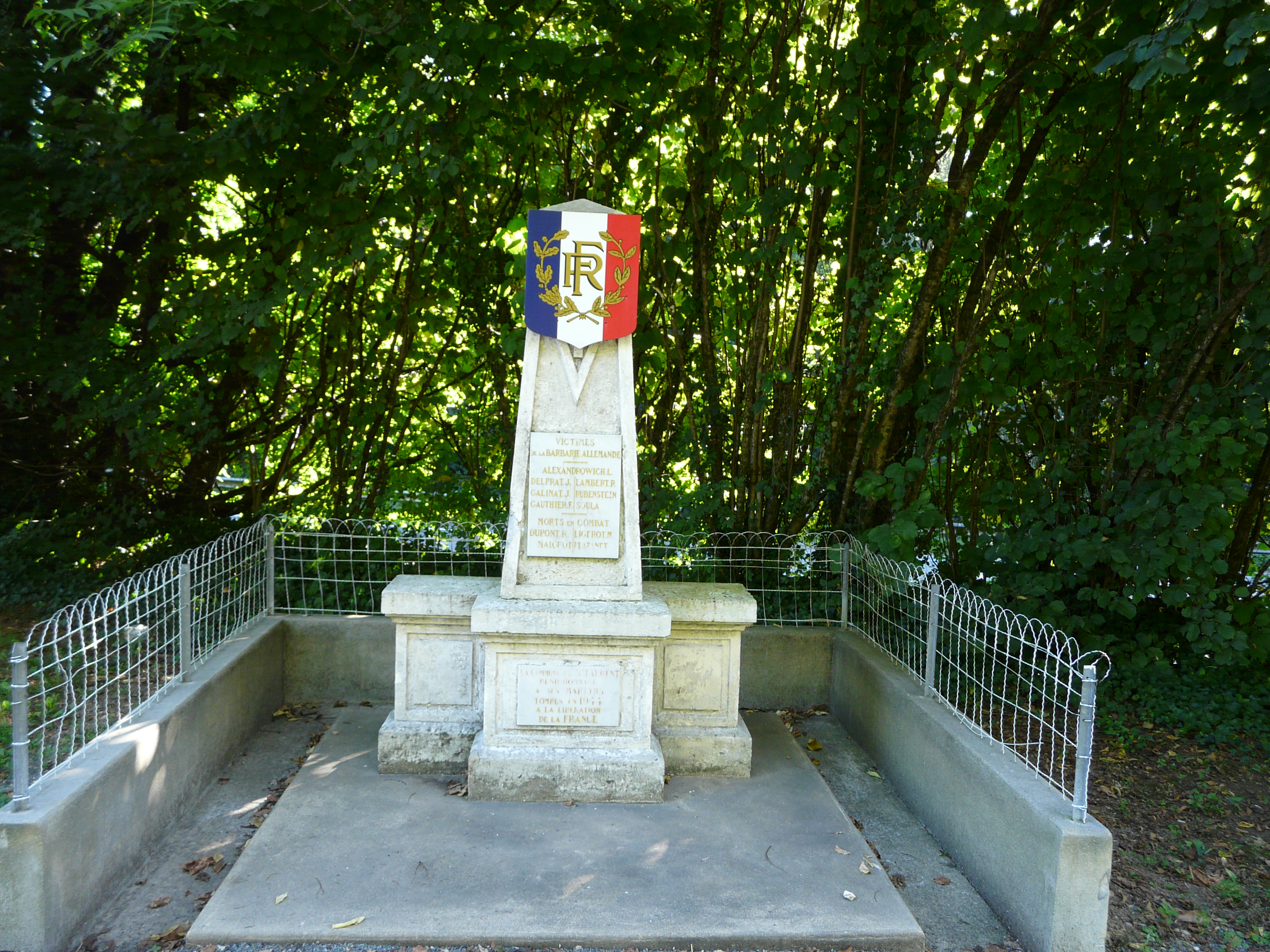
Военный мемориал
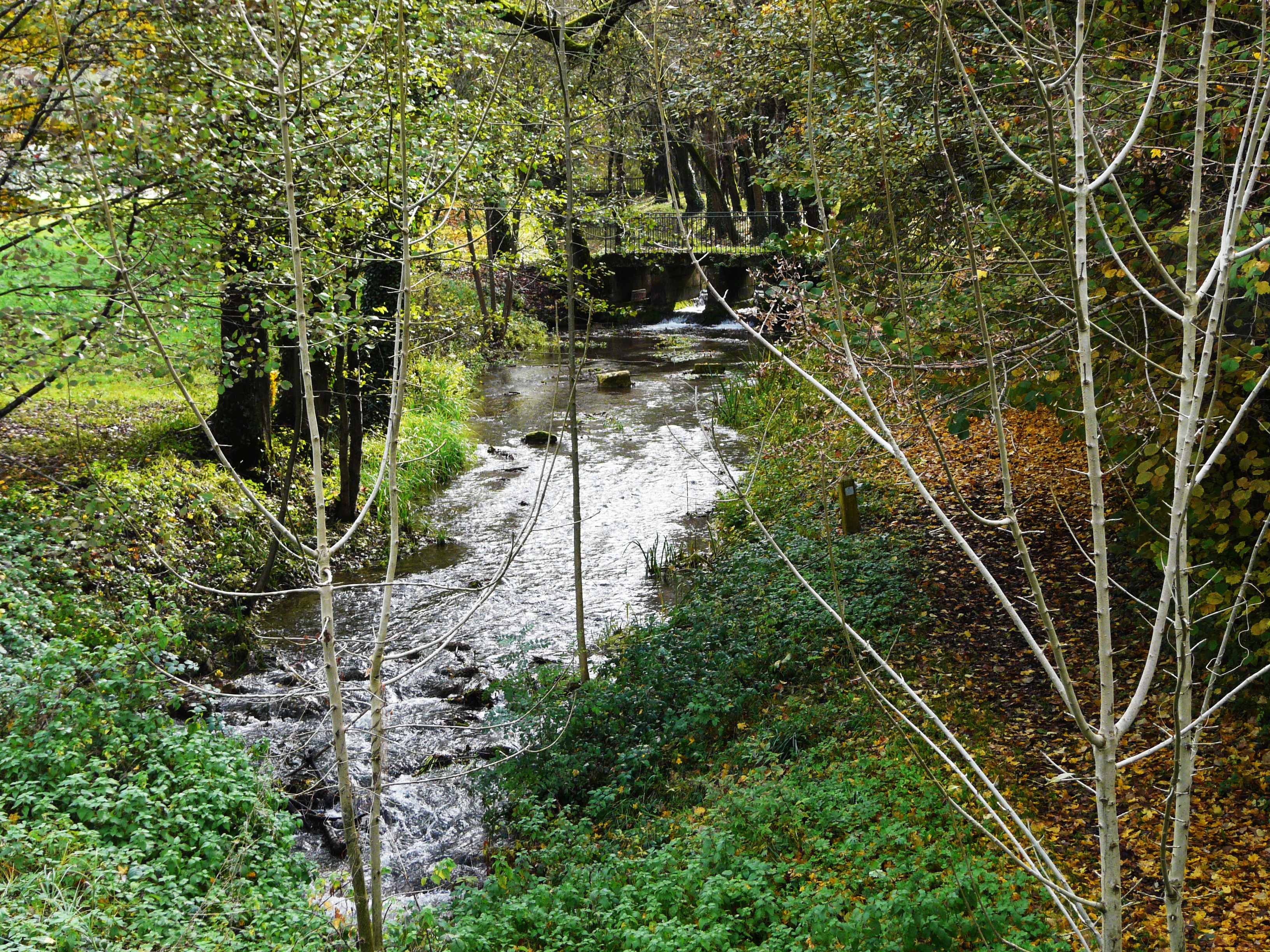
Река Мануар